# Tara (Irlandia)
Tara (ang. Hill of Tara, irl. Teamhair na Rí) – wzgórze w Irlandii, w hrabstwie Meath, tradycyjne centrum religijne i polityczne wyspy, siedziba arcykrólów z dynastii O'Neil. Wzgórze ma wysokość 197 m n.p.m.
Zielone wzniesienie, otoczone nasypami ziemnymi, zajmuje ważne miejsce w historii wyspy, odkąd w epoce kamienia (ok. 3000–2500 p.n.e.) zbudowano tu grobowiec korytarzowy. Największe znaczenie wzgórze osiągnęło w I tysiącleciu n.e., kiedy było głównym ośrodkiem religijnym i politycznym Irlandii – co trzy lata zbierali się tu królowie i kapłani, by ustanawiać prawa oraz rozstrzygać spory. Tara, jako siedziba bogów i arcykrólów, występuje w wielu irlandzkich mitach i legendach, a zapisała się także w historii nowożytnej. W 1843 roku Daniel O’Connell wybrał ją, symbol irlandzkiej świadomości narodowej, na miejsce olbrzymiego mityngu, gdy odczytywał treść Prawa Zbożowego. Na wzgórzu i u jego stóp zjawiło się wówczas około 250 tysięcy osób.
W 2010 roku pięć siedzib królewskich, w tym Tara, zostało wpisanych na irlandzką listę informacyjną UNESCO – listę obiektów, które Irlandia zamierza rozpatrzyć do zgłoszenia do wpisu na listę światowego dziedzictwa UNESCO.

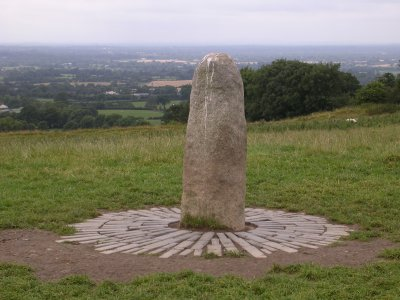
Lia Fáil („kamień przeznaczenia”) na Wzgórzu Tary
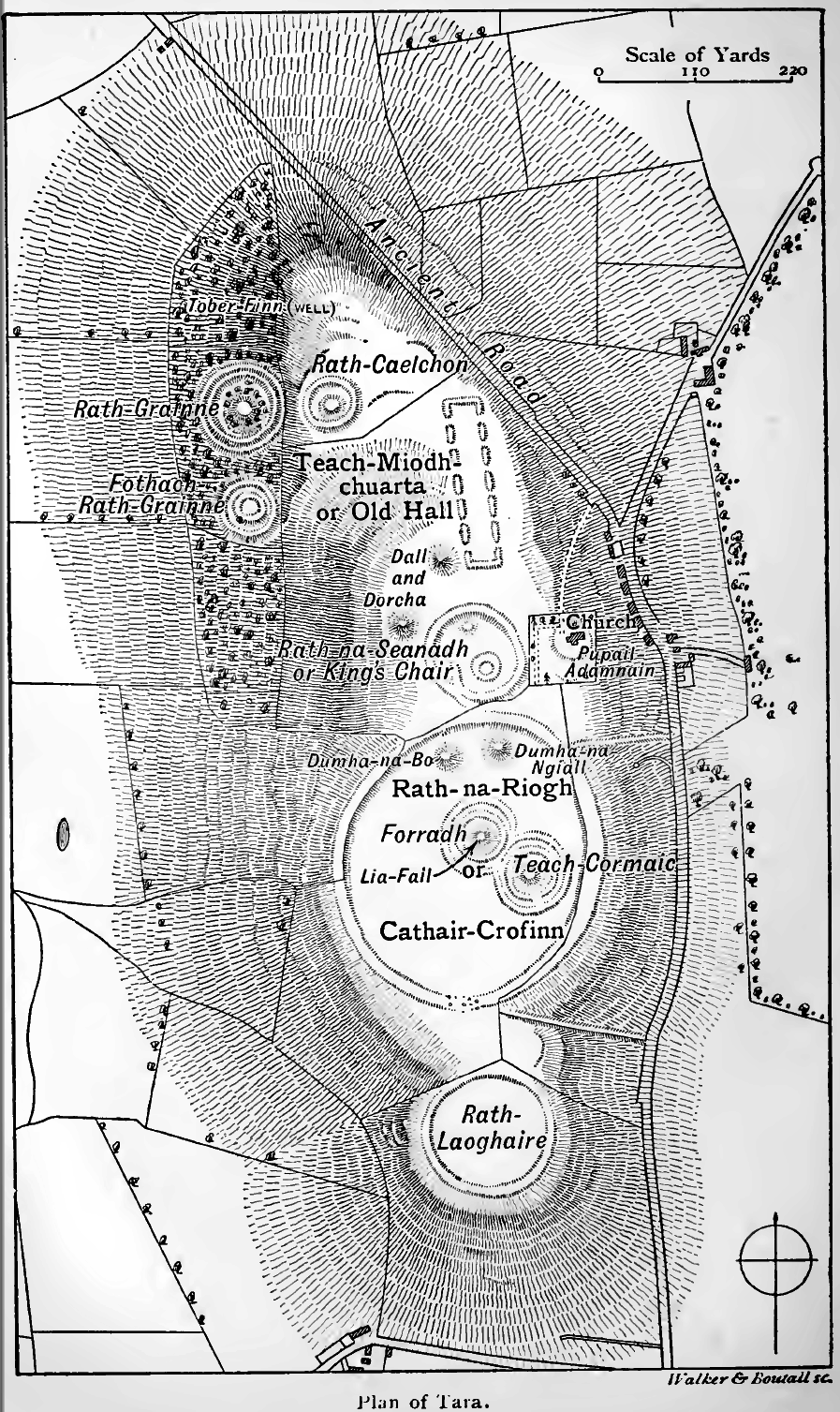
Plan Tary